# Batthyány Zsigmond (1891–1966)
Batthyány Zsigmond (Csendlak, Vas vármegye, 1891. március 26. – Németújvár, 1966. május 31.) császári és királyi lovaskapitány, felsőházi tag.

## Élete
1891-ben született a ma Szlovéniához tartozó, muravidéki Csendlakon, római katolikus vallású, nagybirtokos családban. Középiskoláit a kőszegi bencés és a szombathelyi premontrei főgimnáziumokban végezte, majd egy angliai kollégiumban kezdett jogi tanulmányokat, melyeket később Pozsonyban folytatott.
Az első világháborúban kezdettől végig részt vett a császári és királyi 6. huszárezred kötelékében, és ezredének úgyszólván minden ütközetében harcolt, eleinte mint zászlós, később mint hadnagy, végül főhadnagyi rendfokozatban. Emléklapos századosként szerelt le; katonai érdemeiért elnyerte a hadiékítményes érdemkeresztet, továbbá az ezüst és bronz Signum Laudist a kardokkal.
A háború utáni időszakban a Körmendhez közeli, szecsődi birtokán gazdálkodott. Egy időben[mikor?] tagja volt a parlamenti felsőháznak, mint az örökösjogú főrendi családok képviselőinek egyike.